# 1964年12月19日月食
1964年12月19日月食为一次在协调世界时1964年12月19日出現的月全食。該次月食半影食分為2.171、全影食分為1.180。偏食維持了98分，全食維持30分。

## 概述
這次月食的食分是5.80，偏食維持了98分，全食維持30分。

## 基本參數
- 類型：月全食
- 食甚資料：
  - 日期：1964年12月19日
  - 時間：2:37
  - 月球位置：赤經5.80度、赤緯23.8度
  - 食分：半影食分：2.171、全影食分：1.180
  - 持續時間：偏食98分、全食30分

## 外部連結
- NASA月食專頁（页面存档备份，存于）（英文）